# Distretto di Izboskan
Il distretto di Izboskan è uno dei 14 distretti della Regione di Andijan, in Uzbekistan. Il capoluogo è Paytug.